# Bayerisches Infektionsschutzgesetz
Das Bayerische Infektionsschutzgesetz (BayIfSG) war ein bis zum 31. Dezember 2020 befristetes Landesgesetz, das der Bayerische Landtag am 25. März 2020 nahezu einstimmig verabschiedet hatte. Einzige Gegenstimme war die des fraktionslosen Abgeordneten Markus Plenk. Anlass für das Gesetz war die COVID-19-Pandemie in Bayern. 
Es trat bestimmungsgemäß außer Kraft, ohne angewendet worden zu sein.

## Inhalt
Das BayIfSG enthielt Regelungen zur Sicherung des öffentlichen Gesundheitswesens für den Fall, dass die Bayerische Staatsregierung das Vorliegen eines „Gesundheitsnotstands“ feststellt. Es sollte neben und zusätzlich zu den landesrechtlichen Kompetenzen im Katastrophenfall die Handlungsmöglichkeiten der Bayerischen Staatsregierung erweitern, die zudem das Infektionsschutzgesetz des Bundes so nicht eröffnet.
Ein Gesundheitsnotstand lag nach dem Gesetz vor, „wenn eine übertragbare Krankheit im Sinne des Infektionsschutzgesetzes in der bayerischen Bevölkerung so zahlreich oder in so schwerer Ausprägung auftritt oder aufzutreten droht, dass die Versorgungssicherheit durch das öffentliche Gesundheitswesen ernsthaft gefährdet erscheint.“ Ausrufen kann ihn aufgrund des BayIfSG die Staatsregierung als Kollegialorgan. (Art. 1 Abs. 1 Satz 1 BayIfSG, § 2 Nr. 3 IfSG). Der Landtag erhielt im Sinne einer parlamentarischen Kontrolle ausdrücklich die Befugnis, jederzeit das Vorliegen eines Gesundheitsnotstandes zu prüfen und dessen Aufhebung zu erklären. Das Gesetz war befristet bis 31. Dezember 2020. Die Ausrufung des Katastrophenfalles nach dem Bayerischen Katastrophenschutzgesetz (BayKSG) blieb ausdrücklich unberührt (Art. 1 Abs. 1 Satz 3 BayIfSG).
Mit einem Verpflichtungsverbot belegtes medizinisches, pflegerisches oder sanitäres Material konnte zugunsten der akuten Versorgung beschlagnahmt werden. Außerdem konnte die zuständige Behörde geeignete Produktionsbetriebe zur sofortigen und vorrangigen Herstellung einer jeweils bestimmten Art und Menge von medizinischem, pflegerischem oder sanitärem Material verpflichten. Maßnahmen mit enteignender Wirkung waren entschädigungspflichtig.
Im Falle des Gesundheitsnotstands konnten auch alle Personen in Anspruch genommen werden, die – insbesondere aus dem Bereich des Ehrenamtes – über hinreichende medizinische oder pflegerische Kompetenz verfügen, um Hilfs- oder Aushilfsdienste leisten zu können, beispielsweise Feuerwehren, Rettungsdienste  und Organisationen der Wohlfahrtspflege, aber auch nach Mitteilung durch die Kassenärztliche Vereinigung Bayerns geeignete Ärzte im Ruhestand. Die zuständige Behörde konnte darüber hinaus von jeder geeigneten Person die Erbringung von Dienst-, Sach- und Werkleistungen verlangen, soweit das zur Bewältigung des Gesundheitsnotstands erforderlich ist.
Für den Vollzug des BayIfSG waren in der Regel die Kreisverwaltungsbehörden zuständig.

## Kritik
Ein Gutachten der Wissenschaftlichen Dienste des Deutschen Bundestages bezweifelt die Rechtmäßigkeit des BayIfSG zumindest in Teilen. Insbesondere die Ermächtigung des Bundesgesundheitsministeriums in § 5 Abs. 2 Nr. 4 IfSG, im Wege der Rechtsverordnung Maßnahmen zur Sicherstellung der Versorgung mit Gegenständen der persönlichen Schutzausrüstung und Produkten zur Desinfektion auf Bundesebene zu treffen, könnte der Regelung in Art. 2 BayIfSG entgegenstehen, entsprechende Güter an den Freistaat Bayern abgeben zu müssen. Eine Verpflichtung von Medizinern und Pflegepersonal wie in Art. 5 Abs. 2 BayIfSG war für das Bundesgesetz zwar erwogen worden, aber ausdrücklich nicht erfolgt. Trotz der konkurrierenden Gesetzgebungszuständigkeit könnte das BayIfSG nach dem föderalen Grundsatz Bundesrecht bricht Landesrecht daher insoweit nichtig sein (Art. 31 GG).